# Muller Martini
Muller Martini (também grafada como Müller Martini), é um conglomerado suíço que fabrica sistemas de inserção de papel, sistemas de entrega e outros equipamentos relacionados à impressão industrial de larga escala. As instalações fabris estão localizadas na Suíça, Alemanha e Estados Unidos. Começou a fabricar equipamentos de encadernação em 1946 sob o nome de Grapha Maschinenfabrik. 

## História
A primeira máquina produzida foi um costurador de sela alimentado à mão, mais tarde modernizado pelo alimentador automático "Swiss Girl", que poderia ser desligado e inclinado para trás quando não estava em uso. A Grapha exibiu seu primeiro costurador de sela totalmente automático com aparador em linha na Drupa (feira de impressão gráfica) em 1954. Ao mesmo tempo, a empresa estava trabalhando no desenvolvimento de um fichário adesivo. Em 1955, a empresa incorporou e mudou seu nome para Grapha Maschinenfabrik Hans Müller A. G. No mesmo ano, a Muller vendeu sua primeira máquina nos Estados Unidos. Outros equipamentos foram adicionados, e em 1961 foi iniciada a produção em larga escala de máquinas de inserção de jornais e revistas. À medida que a Muller se expandiu, novas instalações de fabricação, vendas e serviços foram criadas no exterior. Uma subsidiária dos Estados Unidos, a Hans Muller Corp. foi fundada em 1967. A Martini juntou-se à organização Müller em 1969. Fundada por Friedrich von Martini, inventor de um rifle de precisão, a Martini começou a fabricar máquinas dobráveis e de costura em 1850, introduziu sua máquina de costura de livros em 1897, e mais de 10.000 foram produzidos até hoje. O automóvel Martini, alimentado por um motor de combustão interna projetado pelo fundador, também foi introduzido em 1897, parada em 1934, quando a empresa decidiu se concentrar em equipamentos de encadernação de livros. As máquinas de ligação adesiva foram desenvolvidas pela Martini em 1941. Muller Martini desenvolveu sua primeira prensa de rede offset para formulários de negócios em 1972, é uma fabricante de prensas rede para gráficas promocionais e trabalho comercial. Em 1973, os escritórios da Muller Martini nos EUA mudaram-se para Hauppauge, Long Island. Ao mesmo tempo, o nome da empresa foi alterado para Muller Martini Corp. Uma rede de vendas, gerenciamento de produtos e pessoal de serviços também foi estabelecida em todos os Estados Unidos com escritórios regionais. Nos Estados Unidos, Muller Martini iniciou sua primeira fábrica em 1973 para produzir equipamentos de encadernação em Newport News, VA. Esta fábrica foi expandida em várias etapas e hoje tem mais de 27.000 m2, usado para fabricação automatizada, bem como desenvolvimento de montagem, engenharia e novos produtos.
Em 1989, Daverio na Suíça e KJ na Dinamarca tornaram-se parte do Muller Martini, com a capacidade de produzir e comercializar sistemas completos de inserção de jornais, acabamento de imprensa e encadernação, incluindo transportadores e linhas de embalagem para produção automática.
A GMA, localizada em Allentown, Pensilvânia, fornecedora de sistemas de correio de jornal para o mercado dos Estados Unidos, foi adquirida pelo grupo de empresas Muller Martini em 1992. A GMA foi renomeada para Muller Martini Mailroom Systems.